# ポコソン (バージニア州)
ポコソン（英: Poquoson、[pəˈkoʊsən]）は、アメリカ合衆国バージニア州東部、ハンプトン・ローズ大都市圏のバージニア半島に位置する独立市である。2010年国勢調査での人口は12,150人だった。アメリカ合衆国商務省経済分析局は統計上の目的で、ポコソン市とヨーク郡を1つにしている。
ポコソン市はヨーク郡の一部だったが1952年に法人化され、1975年に独立市としてヨーク郡から分離した。しかし、ヨーク郡とポコソン市の関係は密接なままであり、その後の30年以上にわたって、裁判所、保安官事務所、監獄など憲法に規定するものを共有し続けている。
ポコソン市は州内で同じ名前を使い続けた都市として最古の部類である。17世紀にイングランド人開拓者が入植を始める前にこの地域に住んでいたインディアンからその名を得た数少ない町の1つでもある。

## 歴史
「ポコソン」という名前はインディアンの言葉で、概略「おおきな湿地」あるいは「平たく退屈な土地」を意味している。綴りは様々だがpocosinという言葉は、地域住人が冬には水に覆われるが、夏には乾燥する、低く、湿気た木の多い場所を表現するために使われていた。これらインディアンはポウハタン連邦に属する部族集団のアルゴンキン語族であり、初期開拓者には敵対的だった。インディアンの言葉に起因する地名を除去するために、教区や川の名前を変更しようという動きもあったが、「ポコソン」という名前は数世紀にわたって生き残り、現在の市を表すために使われる地名となった。
現在のポコソン市域は、17世紀の入植初期から、イングランド国教会のニューポコソン教区として、イングランド人開拓者から呼ばれていた大きな地域の名残である。植民地時代、すなわちバージニア州とアメリカ合衆国で政教分離原則と信教の自由が制度化される以前、教区の領域と政体の領域は同じであることが多かった。ニューポコソン教区は当初、現在のポコソン市域に加え、現在のタブ、グラフトン、デア、シーフォードといったヨーク郡の地域を含んでいた。この土地は1628年に開拓のために開放され、1610年にトマス・ゲイツ卿がケコータンに設立したバージニア植民地のイングランド人開拓者地から人々が移ってきた。ケコータンは現在のハンプトン市の一部になった。植民地の記録でポコソンに初めて触れているのは、1631年、元のエリザベスシティ郡の裁判所が出したクリストファー・カルソープに対する土地払下げ記録である。エリザベスシティ郡は1952年にフエブス町およびハンプトン市と統合され、大きなハンプトン独立市となった。
1634年、バージニア初期の8シャイアが創設された。ポコソンはチャールズリバー・シャイアに入っていた。その名前は1642年から1643年にヨーク郡と変更された。ヨーク川も元はチャールズ川であり、ほぼ同じ時期に改名された。
ポコソンはその後の300年間ヨーク郡と緊密に結びついた町として育った。アメリカ独立戦争の間、近くのヨークタウンで独立が確実なものとされた。現在はバージニア植民地歴史的三角の大観光地となっている。
ポコソンは1952年に法人化町となった。これは住民が、ヨーク郡の成長が早い地域に高校を移されてしまうことを恐れたからだった。町はその状態を保つために1975年に独立市となった。法人化町から独立市への移行は同時に、隣接するハンプトン市から併合される可能性を消すことでもあった。
この法人化町や独立市への移行は、20世紀第3四半世紀に起こったバージニア南東部への自治体変化の波に属していた。ポコソン市は21世紀に入ってもハンプトン・ローズ地域にある10独立市の中で、小さい方の部類に入っているが、大きな未開発で保護湿地のある都市として、地域ではそれほど特異なものではない。

## 郡政府
ポコソン市政委員会は選挙で選ばれる7人の委員で構成され、委員の任期は4年間である。選挙は偶数年の11月第1火曜日に行われる。18歳以上のポコソン市民はアメリカ合衆国市民であり、バージニア州民が選挙の候補者となる資格がある。
市域は3つの選挙区に分かれ、それぞれの選挙区が2人の市政委員を選出する。有権者は各選挙区で1人に投票する。もう一人全市を選挙区に選ばれる委員が市長となる。委員に選ばれた者は、選挙の翌年1月1日に就任する。
市政委員会は市の政策立案主体である。その責務は、市予算の採択、課税額の承認、条例の採用、市法典と条例に対する修正、補遺、撤廃の承認、さらに市マネジャー、市事務官、市検察官および様々な委員会委員の指名である。
市政委員会の会合は毎月第2および第4月曜日の午後7時に、シティホール・アベニュー500にある委員会室で開催され、市民に公開されている。その様子はケーブルテレビで生放送され、その後水曜日の午前10時と木曜日の午後7時に再放送されている。
会合の議題は、市政委員会、市マネジャー、市事務官などのスタッフが決定する。議題に関する情報を望むものは、市事務官事務所に問い合わせればよい。
市政委員会会合の「傍聴者聴聞会」でには誰でも発言できる。この時の発言は制限されない。
市教育委員は市政委員会が指名する。
ポコソンが独立市になってから30年以上、裁判所、保安官事務所、監獄など憲法に規定するものをヨーク郡と共有し続けている。

## 地理
ポコソン市は 北緯37度7分59秒 西経76度22分25秒 / 北緯37.13306度 西経76.37361度 に位置する。
アメリカ合衆国国勢調査局に拠れば、市域全面積は78.4平方マイル (203 km2) であり、このうち陸地が15.5平方マイル (40 km2)、水域は62.9平方マイル (163 km2) であり、水域率は80.21%である
市域は20平方マイル (52 km2) ほ含む半島部であり、北のポコソン川と南のバック川およびワイス・クリークに挟まれ、東はチェサピーク湾、西はヨーク郡である。ハンプトン市とも境界を共有し、チェサピーク湾を隔ててノーサンプトン郡がある。

### 気候
ポコソンには温暖な四季があり、年間を通じてアウトドア活動を楽しめる。気象は温和で季節の変化がある。夏は暑く湿度が高く、夜は涼しくなる。年間平均気温は60°F (16 ℃) であり、年間平均降雪量は6インチ (15 cm)、同じく降水量は47インチ (1,200 mm) である。1999年には計測できる雪が降らなかった。雨が多いのは春と夏であるが、年間を通じて平均した降雨がある。過去最高気温は1980年の105°F (41 ℃) だった。過去最低気温は1985年1月21日に記録された-3°F (-19 ℃) だった。
ポコソン市の地理的な位置づけにより、高緯度地域でおこる嵐の通り道よりは南にあり、ハリケーンなど熱帯低気圧の通り道からは北にあって、嵐に関しては好都合な位置にある。しかし、嵐の通り方によっては、標高が低いために激しい洪水に見舞われることがある。2003年のハリケーン・イザベルのときは、高潮のためにしないが数フィート水に浸かり、2009年の大西洋中部ノースイーターの時は、再度市の大半が洪水になった。2011年のハリケーン・アイリーンのときは強制退去命令が出され、ポコソン市でかなりの洪水となった。
| ポコソン市の気候       | ポコソン市の気候 | ポコソン市の気候 | ポコソン市の気候 | ポコソン市の気候 | ポコソン市の気候 | ポコソン市の気候 | ポコソン市の気候 | ポコソン市の気候 | ポコソン市の気候 | ポコソン市の気候 | ポコソン市の気候 | ポコソン市の気候 | ポコソン市の気候 |
| 月                     | 1月              | 2月              | 3月              | 4月              | 5月              | 6月              | 7月              | 8月              | 9月              | 10月             | 11月             | 12月             | 年               |
| ---------------------- | ---------------- | ---------------- | ---------------- | ---------------- | ---------------- | ---------------- | ---------------- | ---------------- | ---------------- | ---------------- | ---------------- | ---------------- | ---------------- |
| 最高気温記録 °F （°C） | 79 (26)          | 82 (28)          | 87 (31)          | 90 (32)          | 95 (35)          | 102 (39)         | 103 (39)         | 105 (41)         | 99 (37)          | 95 (35)          | 85 (29)          | 79 (26)          | 105 (41)         |
| 平均最高気温 °F （°C） | 47 (8)           | 49 (9)           | 57 (14)          | 66 (19)          | 73 (23)          | 81 (27)          | 85 (29)          | 84 (29)          | 78 (26)          | 68 (20)          | 60 (16)          | 51 (11)          | 67 (19)          |
| 平均最低気温 °F （°C） | 32 (0)           | 34 (1)           | 41 (5)           | 49 (9)           | 58 (14)          | 67 (19)          | 72 (22)          | 71 (22)          | 65 (18)          | 53 (12)          | 44 (7)           | 36 (2)           | 52 (11)          |
| 最低気温記録 °F （°C） | −3 (−19)         | 4 (−16)          | 11 (−12)         | 28 (−2)          | 35 (2)           | 43 (6)           | 54 (12)          | 50 (10)          | 44 (7)           | 26 (−3)          | 20 (−7)          | 6 (−14)          | −3 (−19)         |
| 雨量 inch （mm）       | 4.08 (103.6)     | 3.60 (91.4)      | 4.73 (120.1)     | 3.35 (85.1)      | 4.03 (102.4)     | 3.34 (84.8)      | 4.86 (123.4)     | 4.74 (120.4)     | 4.84 (122.9)     | 3.45 (87.6)      | 3.35 (85.1)      | 3.43 (87.1)      | 47.8 (1,214.1)   |
| 出典：                 |                  |                  |                  |                  |                  |                  |                  |                  |                  |                  |                  |                  |                  |

### 国立保護地域
- プラムツリー・アイランド国立野生生物保護区

### 交通とインフラ
市内からは2つの空港が使える。ニューポートニューズ市にあるニューポートニューズ・ウィリアムズバーグ国際空港と、ノーフォーク市にあるノーフォーク国際空港であり、どちらもハンプトン・ローズ地域からの旅客便を運行している。バージニア半島の主要空港はニューポートニューズ・ウィリアムズバーグ国際空港である。この空港は4年連続して2桁成長を続けており、国内でも成長速度の高い空港である。2006年1月には乗降客数1,058,839人という報告があった。
ノーフォーク国際空港 (IATA: ORF, ICAO: KORF, FAA LID: ORF)1 はチェサピーク湾近くにあり、ノーフォーク市とバージニアビーチ市の境にある。7つの航空会社が25の目的地に直行便を運行している。年間乗降客数は3,703,664人、貨物量は68,778,934ポンド (31,000 トン) である。ウィリアムズバーグ・ジェームズタウン空港は一般用途空港であり、ウィリアムズバーグ市にある。
アムトラックの旅客列車は近くのニューポートニューズとウィリアムズバーグで停車し、毎日3便が運行されている。この線はバージニア半島に沿って西のリッチモンド市やその先まで伸びている。ノーフォークやバージニアビーチとを結ぶバス便も運行されている。リッチモンド市とノースイースト・コリダーやサウスイースト高速鉄道コリダーとを結ぶ高速鉄道が計画中である。
ポコソン市には州道が2本通っている
- バージニア州道171号線、ビクトリー・ブールバードとも呼ばれ、ポコソン市内に入った後はリトルフロリダ道路、ポコソン・アベニュー、最後はメシック道路となる[14][15]。
- バージニア州道172号線、ワイスクリーク道路とも呼ばれ、ヨークタウン道路とハンツネック道路が終端となる[15][16]。

ニューポートニューズ上水路はコリス・P・ハンティントンのプロジェクトとして開始され、チェサピーク・アンド・オハイオ鉄道、ハンプトン・ローズ港湾にある石炭桟橋、および大型造船所と共に半島下部の開発の一部となり、1896年にニューポートニューズを独立市として設立させる工業拡大の主要資源となった。スキッフズクリークの貯水池やチカホミニー川のウォーカーズダムが含まれている。地域の飲料水供給者としてニューポートニューズ市が所有し運営しており、ハンプトン市、ニューポートニューズ市、ポコソン市、およびヨーク郡とジェームズシティ郡の40万人以上に供給している。
ポコソン市は住民の下水処理を請け負い、ハンプトン・ローズ地域浄水場まで搬送している。
地域には総合病院が4つある。ニューポートニューズ市にあるリバーサイド医療センターとボン・セコール聖母マリア病院、ハンプトン市にあるセンタラ・ケアプレックスとVA医療センターである。

## 人口動態

2000年データによる人口ピラミッド

以下は2010年国勢調査による人口統計データである。
| 基礎データ - 人口: 12,150人 - 世帯数: 4,166 世帯 - 家族数: 3,370 家族 - 人口密度: 288人/km2（745人/mi2） - 住居数: 4,300軒 - 住居密度: 107軒/km2（277軒/mi2） 人種別人口構成 - 白人: 95.1% - アフリカン・アメリカン: 0.6% - ネイティブ・アメリカン: 0.3% - アジア人: 2.1% - 太平洋諸島系: 0.0% - その他の人種: 0.3% - 混血: 1.4% - ヒスパニック・ラテン系: 1.81% 年齢別人口構成 - 18歳未満: 26.8% - 18-24歳: 6.4% - 25-44歳: 26.7% - 45-64歳: 28.7% - 65歳以上: 11.4% - 年齢の中央値: 40歳 - 性比（女性100人あたり男性の人口） - 総人口: 100.2 - 18歳以上: 94.4 | 世帯と家族（対世帯数） - 18歳未満の子供がいる: 39.1% - 結婚・同居している夫婦: 69.4% - 未婚・離婚・死別女性が世帯主: 8.4% - 非家族世帯: 19.1% - 単身世帯: 15.9% - 65歳以上の老人1人暮らし: 7.1% - 平均構成人数 - 世帯: 2.75人 - 家族: 3.08人 収入と家計 - 収入の中央値 - 世帯: 60,920米ドル - 家族: 65,460米ドル - 性別 - 男性: 45,284米ドル - 女性: 28,310米ドル - 人口1人あたり収入: 25,336米ドル - 貧困線以下 - 対人口: 4.5% - 対家族数: 3.0% - 18歳未満: 5.7% - 65歳以上: 4.2% |

## 文化

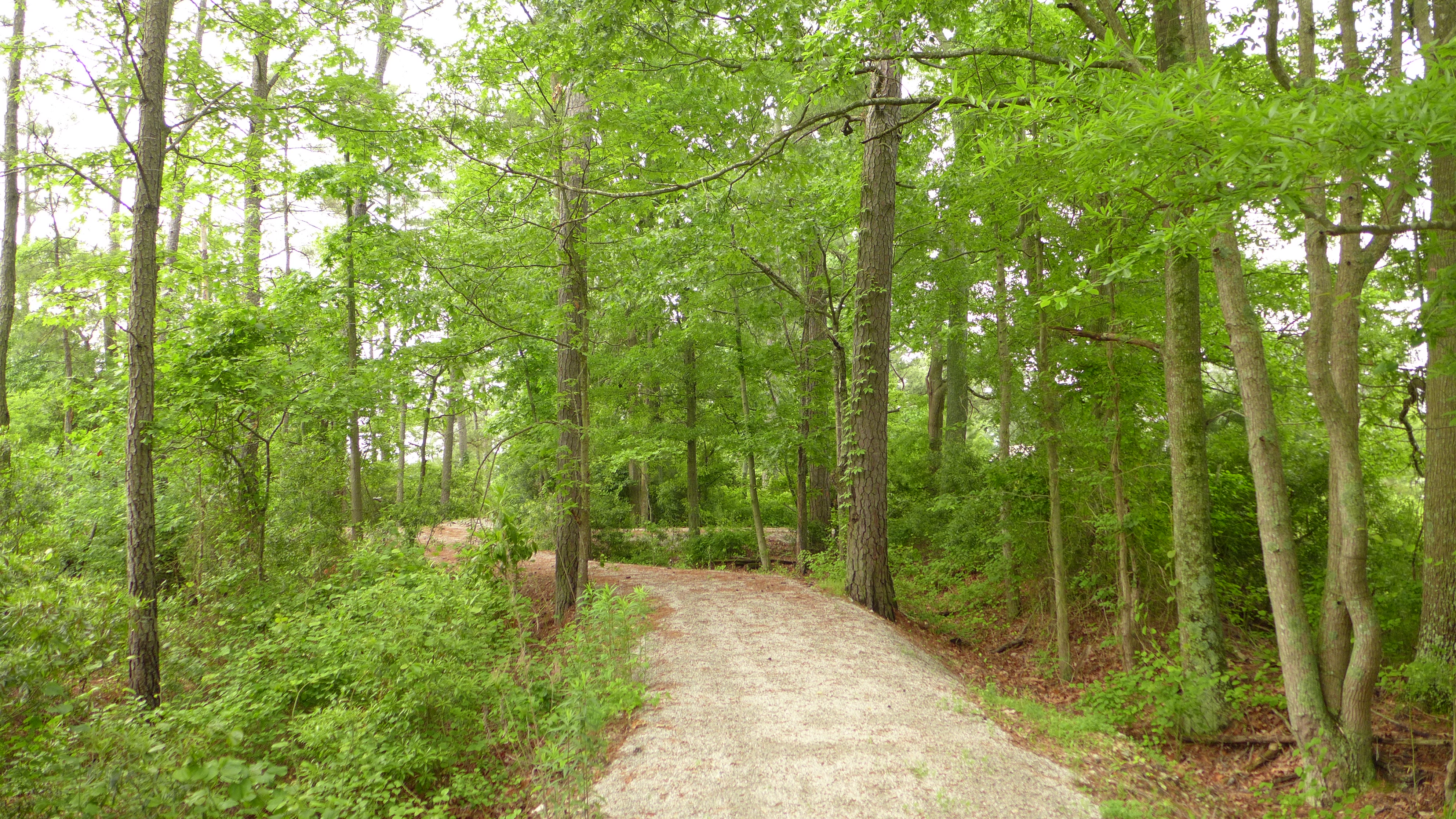
ポコソンにあるバージニア博物館の湿原道

第二次世界大戦と冷戦時代以前、近くの軍事基地と防衛産業が拡大され、地域はベッドタウンに変わった。ポコソンは商業用桟橋、海産物加工場、ロングカヌーやチェサピーク湾デッドライズと呼ばれる釣り船を建造する造船所などがある眠るような船乗りの町だった。毎年開催されるポコソン海産物祭はポコソンの文化遺産を祝うものであり、市内最大の行事になっている。金曜日から日曜日まで開催されるこの行事には釣り船競走、音楽演奏、屋台の食事や工芸品、子供用娯楽、遊園地用乗り物が出され、さらには花火が挙げられることもある。
2003年に開設されたポコソン博物館は16エーカー (64,000 m2) の敷地にあり、1900年頃の農家、農業用の建物、トッピング・クリークの湿地に沿った側道および有名な「ベッキー嬢の店」がある。2013年4月、湿地の歩道工事を完成させ、750フィート (230 m) のかさ上げされたデッキ道に、様々な固有野生生物と植物を解説する表示がある。

## 教育
市内の公共教育はポコソン市公共教育学区が管轄している。公立学校は幼稚園生、1年生、2年制のポコソン初等学校、3年生から5年生のポコソン小学校、6年生から8年生のポコソン中学校、9年生から12年生のポコソン高校の4校がある。
市内とヨーク郡には私立学校もカレッジも無い。しかし、バージニア半島の近くには教育機関がある。ニューポートニューズ市には、ハンプトン・ローズ・アカデミー、アワーレディ・オブ・マウントカーメル・カトリックスクール、ペニンシュラ・カトリック高校、デンバイ・バプテスト・クリスチャン・スクールがある。
高等教育機関としては、ハンプトン市とジェームズシティ郡にキャンパスがあるトマス・ネルソン・コミュニティカレッジ、ノーフォーク市のオールド・ドミニオン大学とノーフォーク州立大学、ニューポートニューズ市のクリストファー・ニューポート大学.、ハンプトン市のハンプトン大学、ウィリアムズバーグ市のウィリアム・アンド・メアリー大学がある。

### メディア
ポコソン市で発行される日刊紙は「デイリー・プレス」である。その他に「ポート・フォリオ・ウィークリー」、「ニュー・ジャーナル・アンド・ガイド」、「ザ・ポコソン・ポスト」、「ハンプトン・ローズ・ビジネス・ジャーナル」が発行されている。
週刊紙の「ザ・ポコソン・ポスト」もある。「ハンプトン・ローズ・マガジン」はポコソンとハンプトン・ローズ地域で隔月刊の地域雑誌である。「ハンプトン・ローズ・タイムズ」は、ハンプトン・ローズ地域の都市と郡全てが利用するオンライン・マガジンである。ポコソンには様々なAMとFMのラジオ局があり、ハンプトン・ローズ地域周辺に中継塔がある。
ポコソンにはテレビ局も幾つかある。ハンプトン・ローズ地域には712,790世帯があり（国内の0.64%）、国内第42位のメディア市場である。全国ネットのCBS、NBC、ABC、CW、マイネットワークTV、フォックス放送、IONの各系列局がある。さらに公共放送サービスの系列局もある。その他独立系局やケーブルテレビの局も幾つかある。ディレクTV、ディッシュ・ネットワークなどの衛星放送も見られる。

## 姉妹都市と学校
ポコソン市の姉妹都市は、フランスのル・バール＝シュル＝ルーである。
2つのパートナー学校もある。
- パナマのバルボア・アカデミー[39]
- ウルグアイのウルグアイ・アメリカンスクール[40]